# La Lune de miel du peintre
La Lune de miel du peintre – en anglais Painter's Honeymoon – est un tableau réalisé vers 1864 par l'artiste britannique Frederic Leighton. Cette peinture à l'huile sur toile est une scène de genre qui représente un peintre au travail, joue contre joue et main dans la main avec une jeune femme assise à côté de lui. Achetée en 1981 via Christie's, l'œuvre est conservée au musée des Beaux-Arts de Boston, dans le Massachusetts, aux États-Unis.